# Proteuxoa nuna
Proteuxoa nuna är en fjärilsart som beskrevs av Achille Guenée 1868. Proteuxoa nuna ingår i släktet Proteuxoa och familjen nattflyn. Inga underarter finns listade i Catalogue of Life.